# Węgrzynowo (powiat sierpecki)
Węgrzynowo – wieś w Polsce położona w województwie mazowieckim, w powiecie sierpeckim, w gminie Gozdowo. Ma status sołectwa.
| SIMC    | Nazwa      | Rodzaj                          |
| ------- | ---------- | ------------------------------- |
| 1056215 | Dramin     | część wsi (zniesiona w 2023 r.) |
| 1056238 | Leszczynki | część wsi                       |

Prywatna wieś duchowna położona była w drugiej połowie XVI wieku w powiecie sierpeckim województwa płockiego. W latach 1975–1998 miejscowość należała administracyjnie do województwa płockiego.